# Tom Beugelsdijk
Tom Beugelsdijk (L'Aia, 7 agosto 1990) è un calciatore olandese, di ruolo difensore.

## Carriera
Ha giocato nella prima divisione olandese e nella seconda divisione tedesca.